# Spring break
Spring break so tedenske počitnice na urniku ameriških šol in univerz ob pričetku pomladi (v nekaterih šolah jim pravijo March break ali spring recess), med katerimi se mladi množično odpravljajo zabavat v tople kraje. Podobno prakso poznajo tudi v nekaterih drugih državah, kjer se začnejo počitnice po koncu mrzlega dela leta (na primer septembra v Južni Afriki).
Mesto Fort Lauderdale na Floridi je bilo od konca druge svetovne vojne pa vse do 1980. let glavna destinacija Spring breaka, ki ga je populariziral tudi film Where the Boys Are (1960), v katerem študentje spoznavajo dekleta ravno na Spring breaku. Kasneje je praksa nekoliko zamrla zaradi sprejema zakonodaje, ki je omejila prodajo alkoholnih pijač mladoletnim osebam, zato so postale bolj priljubljene druge destinacije, tudi v tujini (predvsem na Karibih).
V Evropi so v zadnjih letih nekatere turistične agencije pričele tržiti aktivnosti za študente pod tem imenom, običajno v mesecu maju (po nekod za prvomajske praznike, drugod ob koncu maja).